# Eleutherodactylus limbensis
Eleutherodactylus limbensis är en groddjursart som beskrevs av W. Gardner Lynn 1958. Eleutherodactylus limbensis ingår i släktet Eleutherodactylus och familjen Eleutherodactylidae. Inga underarter finns listade i Catalogue of Life.